# Джагадиша Пандит
Джагади́ша Панди́т (IAST: Jagadīśa Paṇḍita) — кришнаитский святой. Описывается, что он жил по соседству с Джаганнатхой Мишрой, отцом основоположника гаудия-вайшнавизма Чайтаньи, в святом месте паломничества Маяпуре в Бенгалии конца XV — начала XVI века. Джагадиша Пандит помогал Чайтанье в распространении движения санкиртаны (совместного воспевания имён Кришны) в Пури. Однажды, вместе со своим братом Хиранья Пандитом, он накормил Нимая остатками пищи после пуджи и признал его самим Кришной.